# Casa dell'Ipiranga
La Casa dell'Ipiranga (in portoghese Casa da Ipiranga, conosciuta anche come Casa dos Sete Erros, Mansão de Tavares Guerra e Casa Petrópolis) è una storica residenza della città di Petrópolis, nello stato di Rio de Janeiro in Brasile.

## Storia
Edificata nel 1884, la villa era la residenza di famiglia del finanziere e promotore immobiliare José Tavares Guerra; tuttora la proprietà dell'immobile è dei suoi discendenti. Tavares Guerra stesso ha idealizzato il progetto della casa, progetto poi perfezionato dall'ingegnere tedesco Karl Spangenberger. Nei lavori è stata usata la manodopera di immigrati tedeschi. La residenza è oggi è una delle principali attrazioni turistiche della città di Petrópolis, essendo aperta al pubblico dal 2006.
Il giardino della villa è opera del paesaggista e botanico francese Auguste François Marie Glaziou, lo stesso progettista del parco di Boa Vista di Rio de Janeiro, ed è l'unico giardino del suo genere in Brasile ad aver conservato il suo aspetto originario.